# Cau dels Ossos
El Cau del Ossos, també conegut com a “Cova dels Cich” o “Cau de les Garrigues”, és un jaciment prehistòric que es troba a Torroella de Montgrí (Baix Empordà), inclòs a l'Inventari del Patrimoni Arqueològic i Paleontològic de Catalunya.
És una cavitat d'origen càrstic a la Muntanya Gran, en l'anomenat Pla de les Rabioses, del Massís del Montgrí. És considerada una de les coves sepulcrals del Montgrí, juntament amb el Cau de l'Olivar d'en Margall, el cau del Duc d'Ullà, el cau de les Dents i el cau d'en Calvet.
La cavitat va ser descoberta l'any 1883, sent la primera noticia d'una cova sepulcral al Montgrí. La cavitat va ser descoberta per uns caçadors, probablement Anselm Roig, tal com narra Josep Pascual i Prats, per altres fonts citat com a descobridor.
El jaciment és un avenc que està format per una sèrie de galeries subterrànies, aprofitades per un ús sepulcral. De fet, es podria tractar d'una única galeria que s'enfonsà donant a lloc altres galeries més petites, les boques de les quals estan alineades de nord a sud. La galeria principal té 20 m de llargada i comunica amb l'exterior per una entrada estreta i doble.
L'excavació arqueològica trobà tres cranis incrustats en la roca calcària, que es troben restaurats al Servei d'Arqueologia de Girona. També s'hi van trobar altres restes humanes, de fauna, de ceràmica, tres ganivets de sílex i un gra d'enfilall. Tanmateix, moltes d'aquestes restes han desaparegut.